# Propolis
 (novembre 2011).
La propolis désigne à la fois une matière résineuse produite par certains végétaux et un matériau complexe fabriqué par l'abeille européenne (Apis mellifera) à partir de cette résine végétale et de cire. Les abeilles utilisent leur production comme mortier et anti-infectieux pour assainir la ruche.
Le mot propolis vient du grec ancien πρόπολις, entrée d’une ville (littéralement : devant la ville), par allusion à la réduction de l'entrée de la ruche avec de la propolis pour défendre la colonie.
Anciennement, les apiculteurs pensaient que l'abeille utilisait la résine récoltée sans la transformer. À leur suite, la plupart des dictionnaires décrivent la propolis seulement comme une substance végétale récoltée par les abeilles, et non comme une substance transformée.

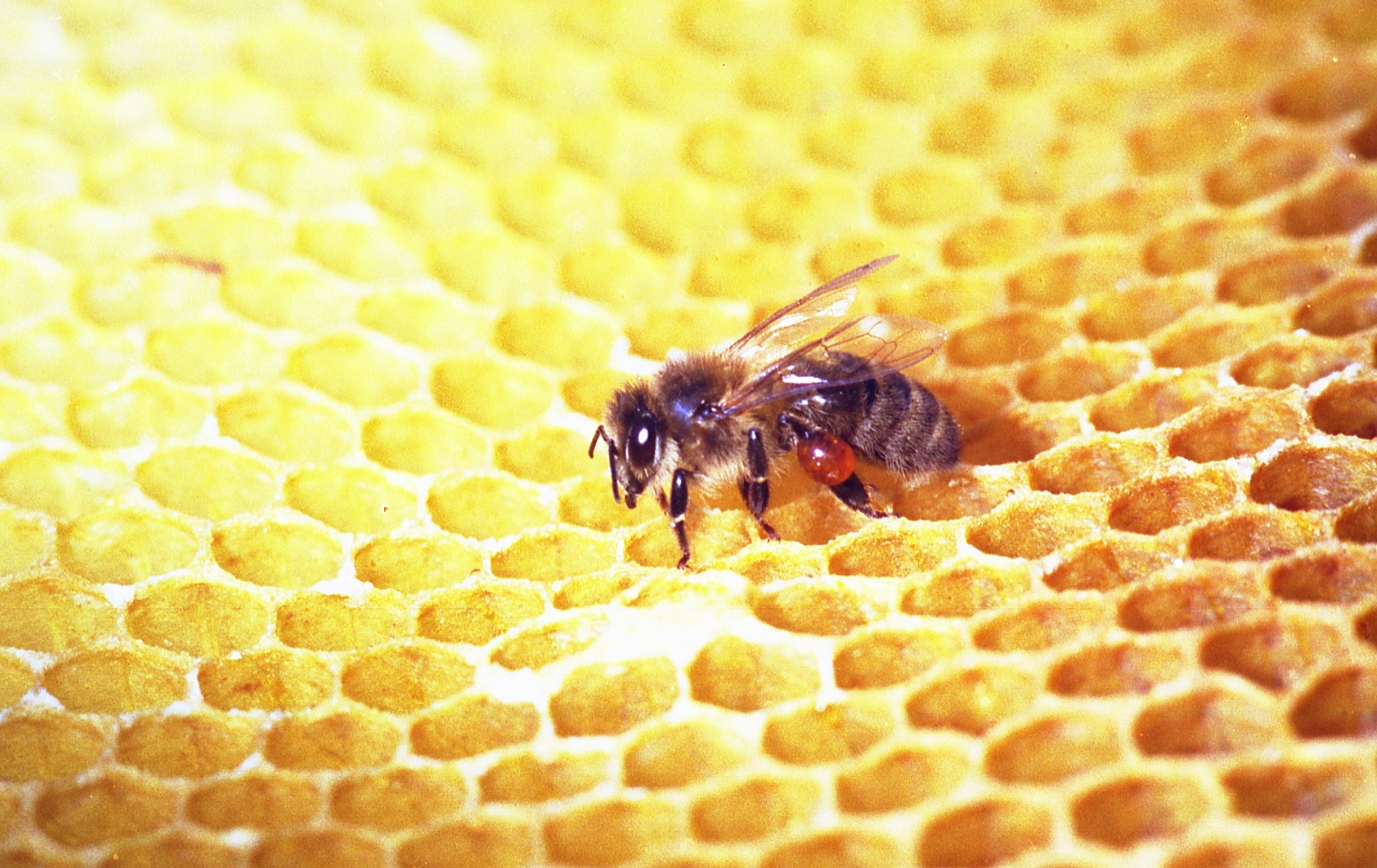
Abeille dont les corbeilles à pollen sont également utilisées pour le transport de la propolis.

## Origines

### Propolis végétale

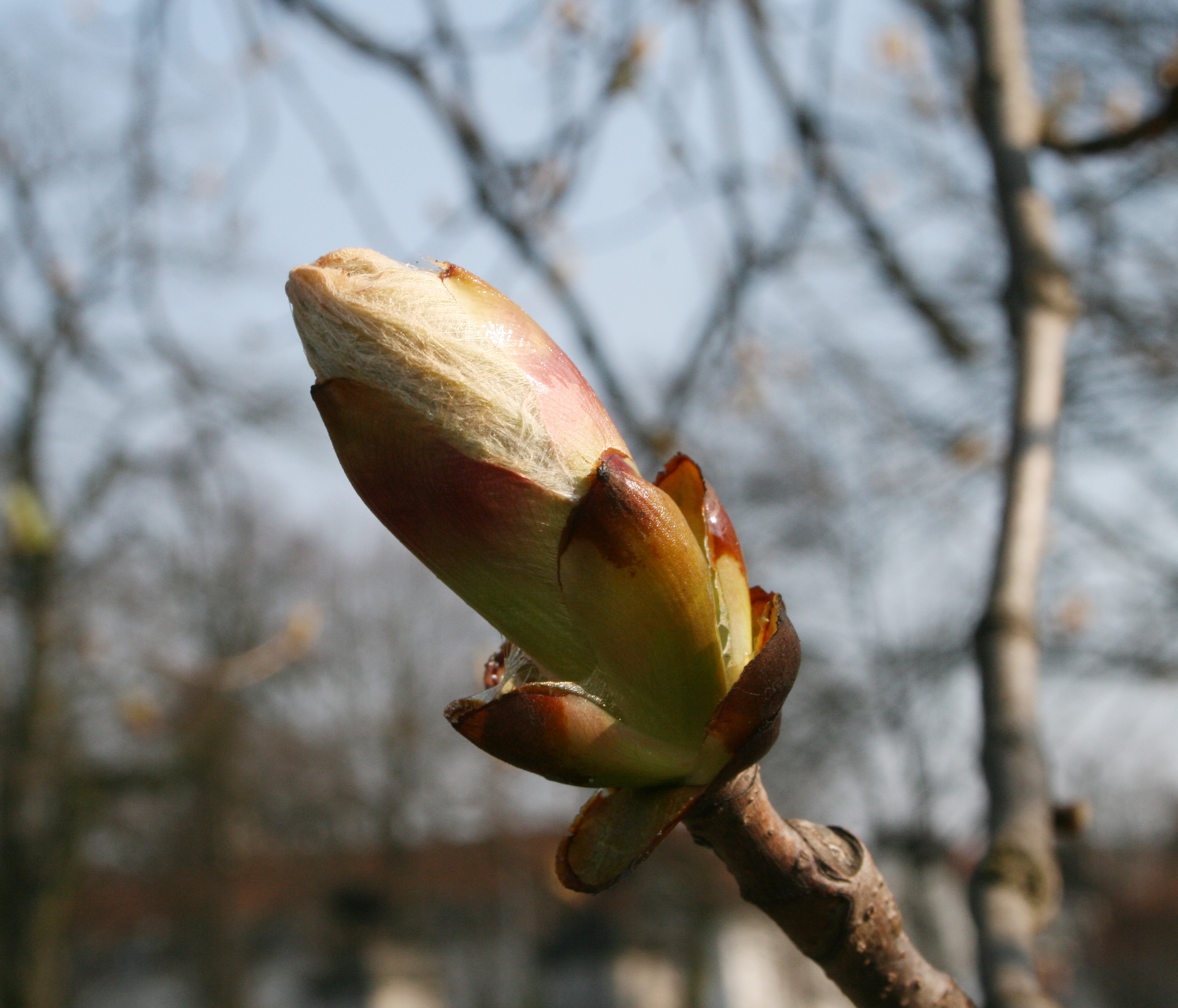
Bourgeon de marronnier.

La propolis végétale désigne une série de substances résineuses, gommeuses et balsamiques présentes sur les végétaux. Les principales essences d'arbres produisant de la propolis sont des conifères (écorce des pins, sapins, épicéas) et les bourgeons de plusieurs espèces d'aulnes, de saules, de bouleaux, de prunier, de frênes, de chênes et d'ormes, de peupliers (qui semblent être la source la plus importante) et du marronnier d'Inde.

### Propolis des abeilles
La propolis des abeilles est un complexe fabriqué par l'abeille à partir de ses sécrétions et de la propolis végétale qu'elle a récoltée. L'ouvrière transporte la résine translucide et visqueuse dans les corbeilles de ses pattes arrière (de la même façon que le pollen). Ces pelotes sont d'une couleur allant du jaune-clair au vert-brun. Celles-ci ne sont pas stockées dans les alvéoles mais utilisées aussitôt par les maçonnes. Ces dernières les modifient par l’apport de leurs propres sécrétions (cire et sécrétions salivaires principalement), et l'appliquent au besoin. Plus l'endroit est chaud, plus le pourcentage de cire est important, la propolis étant visqueuse et collante aux alentours de 20 °C et devenant dure et cassante avec le froid ou le vieillissement. Il est donc logique de retrouver une propolis plus concentrée au niveau du trou d'envol et sur la tête des cadres.

## Composition

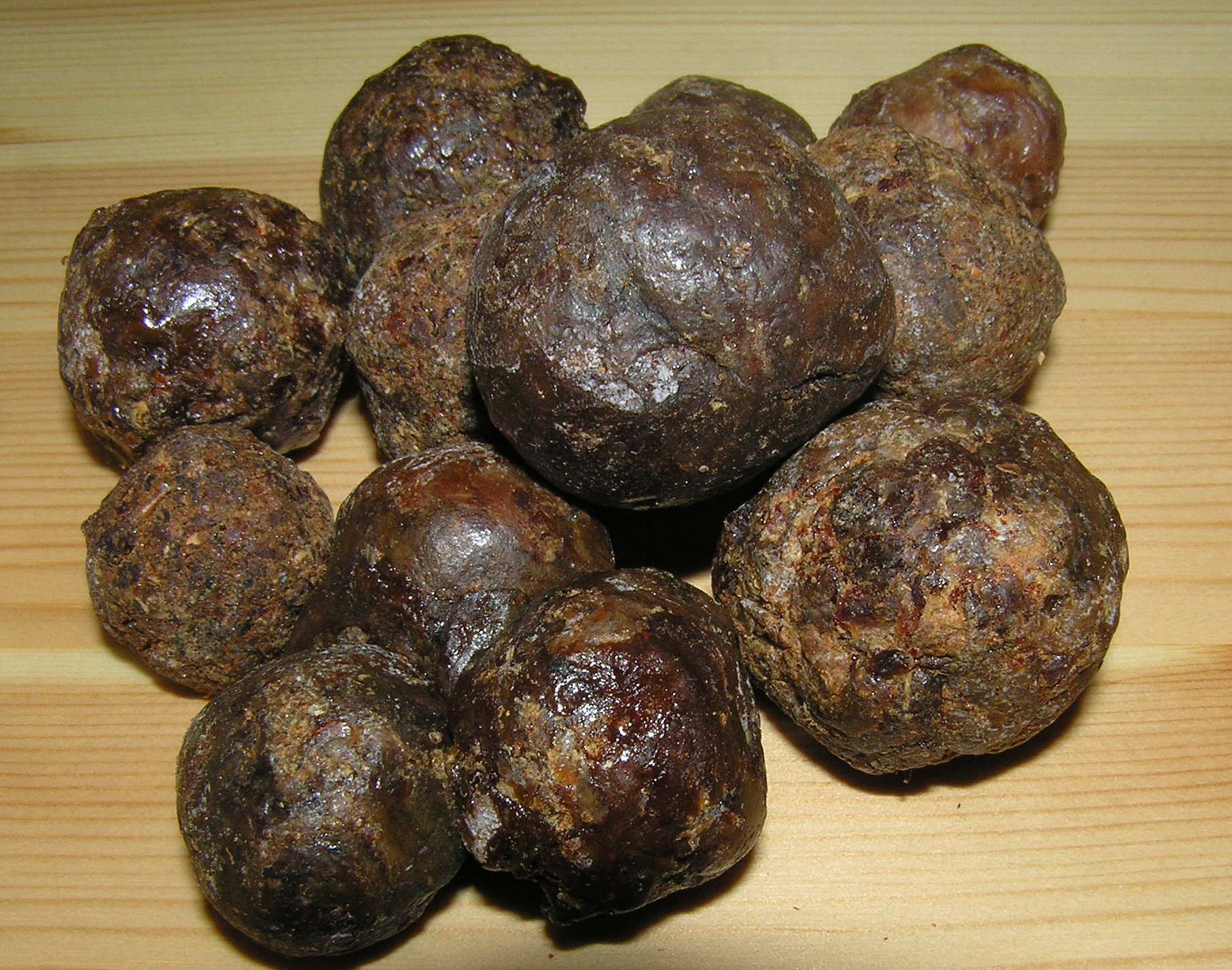
Propolis brute.

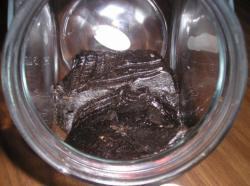
Propolis brute.

La propolis recueillie dans la ruche est constituée globalement de :
| résines et baumes                | 50 à 55 % |
| cire                             | 30 à 40 % |
| huiles volatiles ou essentielles | 5 à 10 %  |
| pollen                           | 5 %       |
| matières diverses                | 5 %       |

Cette propolis contient également beaucoup d’autres éléments comme des acides organiques, de très nombreux flavonoïdes, des oligo-éléments, de nombreuses vitamines. Il contient également du parabène, dont les propriétés antibactérienne et antifongique aident à lutter contre les pathogènes dans la ruche.
Il existe différentes variétés de propolis et la composition de la propolis est extrêmement variable et complexe. Plus de 300 composants différents ont été identifiés.

## Récolte

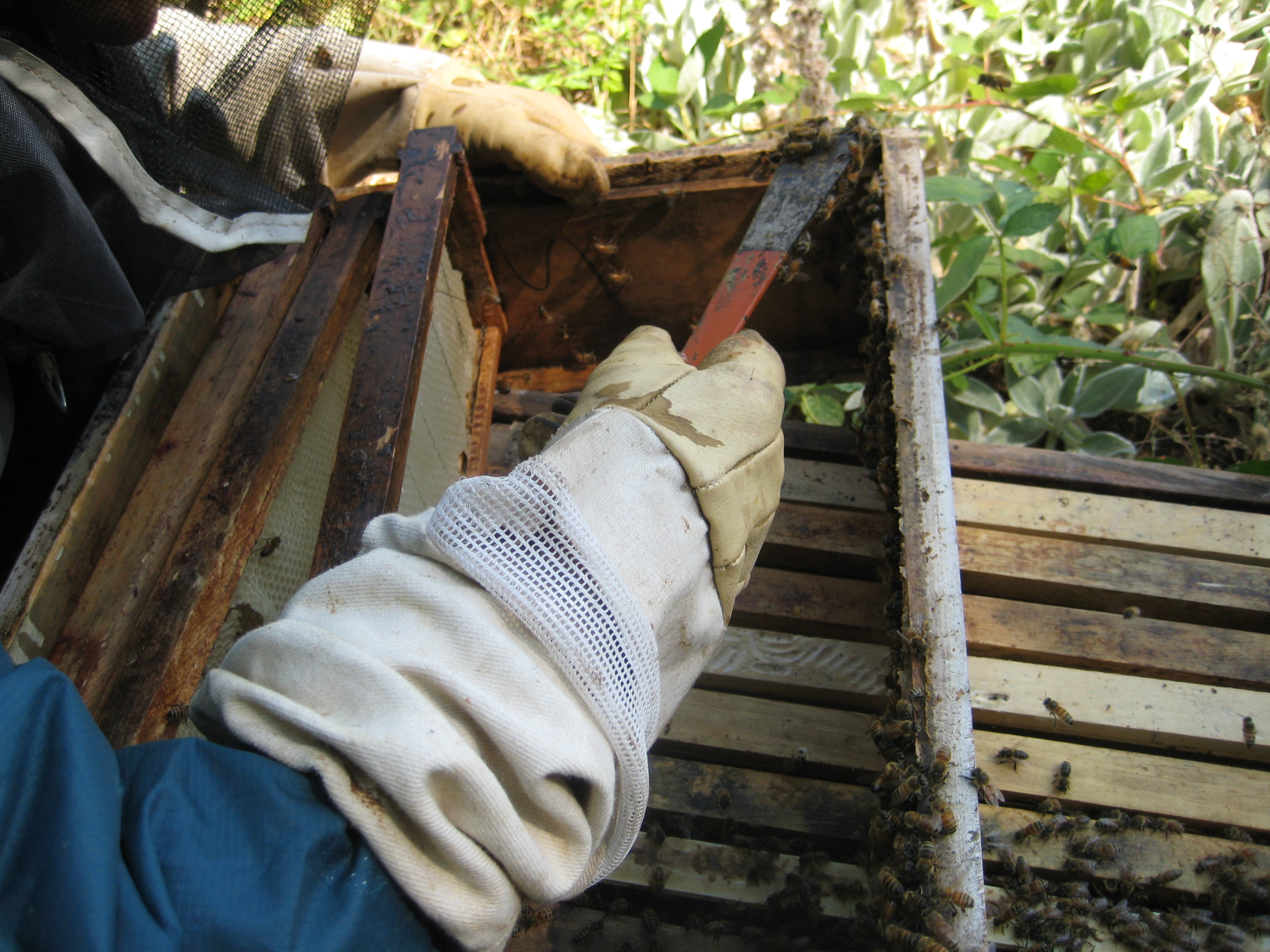
Raclage de propolis sur les flancs de la ruche.

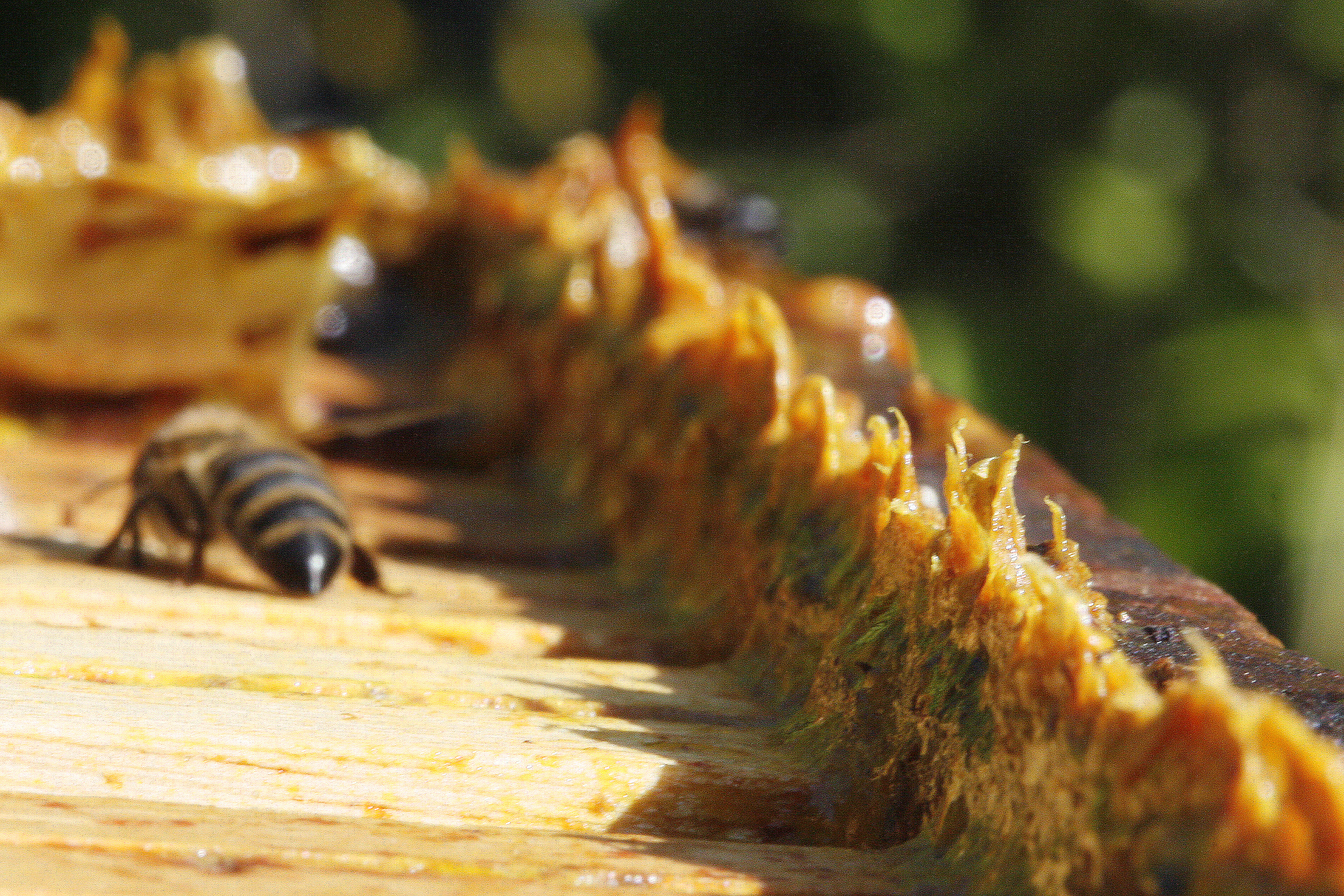
Aspect de la propolis au sein de la ruche.

Une colonie produit entre 100 et 300 g de propolis par an. Le travail de récolte est donc souvent fastidieux et les opérations de purification très délicates.
Pour certains apiculteurs, la propolis est une gêne. Parfois, certains prennent la peine de la recueillir lors du nettoyage des cadres. Cette propolis brute de raclage nécessite d'être épurée car elle peut contenir de la cire, du bois et des morceaux d'insectes. Chez certains apiculteurs amateurs qui ouvrent rarement leurs ruches, elle peut être assez vieille et dégradée.
La propolis de raclage peut également contenir des morceaux d'abeilles. Ce dernier élément confère à la propolis de grattage, une plus-value sur le plan de ses qualités bio-apithérapiques. En effet, utilisée par les abeilles pour ce travail d'embaumement, la propolis de grattage présenterait des qualités anti-bactériennes supérieures à la propolis de grille.[réf. nécessaire]
La propolis de grille est essentiellement employée par l'abeille comme matériau de construction, et non comme protection anti-bactérienne, son efficacité sur ce plan n'étant pas prioritaire pour l'abeille.
Pour une récolte plus rentable, il est préférable d'utiliser des grilles à propolis constituées de nombreux interstices que l'abeille va chercher à combler. Cet outil se place sur la tête des cadres, souvent après la récolte (la température aura baissé, la propolis sera moins concentrée en cire, plus abondante et nouvelle). Il suffira ensuite de placer cette grille au froid, la propolis devenant cassante, une torsion de l'outil dégagera les petits morceaux.

## Transformation
- Extrait artisanal de propolis
  1. Pour séparer la propolis de la cire, il suffit de faire chauffer à 70 °C dans de l'eau. La cire fondant à 68 °C, elle va remonter à la surface de la solution. Ensuite, on macère de la propolis dans de l'alcool[5] (entre 40 °C et 60 °C[6]), qui après filtration, crée une teinture-mère.
  2. Les cires étant insolubles à froid, une autre technique consiste à plonger directement le produit propolis/cire dans un mélange eau/alcool[7] (entre 40 °C et 70 °C). Après macération et filtration, on obtient également une teinture-mère.

Cet extrait récupéré contient des flavonoïdes (majoritairement représentés) et des composés phénoliques et aromatiques divers.

## Utilisations

### Par les abeilles
Dans la ruche, la propolis a de multiples usages. C’est un mortier qui sert au colmatage des fissures ou interstices, à l'étanchéité contre l'humidité et le développement des moisissures, au renforcement de rayons ou parties défectueuses de la ruche et à la protection de la colonie contre les intrusions externes par la réduction de la section de l'entrée de la ruche. C’est également un vernis aseptisant déposé en fine couche à l’intérieur des cellules avant la ponte de la reine, ou pour lisser les parois intérieures de la ruche. Elle sert aussi à momifier les animaux intrus morts (rats et souris par exemple), trop gros pour être évacués par les abeilles, évitant ainsi leur décomposition.

### Par l'être humain

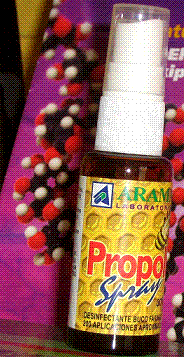
Propolis transformée sous forme de spray.

À l'état brut, la propolis peut se mâcher directement après prélèvement, mais généralement, on la prendra sous d'autres formes. Elle sera naturellement très propre avant de servir dans une préparation.
La propolis peut être mise en vente à l'état brut, en extrait concentré ou en teinture-mère par certains apiculteurs disposant des autorisations nécessaires.

#### Dans l'Antiquité
La propolis servait comme produit d'embaumement dans l'Égypte antique. Elle faisait aussi partie de la pharmacie ambulante des soldats romains lorsque ceux-ci partaient au combat. Au XIe siècle, la propolis était utilisée pour désinfecter les blessures de flèches.

#### Propriétés thérapeutiques
Plusieurs firmes pharmaceutiques, en médecine humaine ou vétérinaire, commercialisent de la propolis sous différentes formes, notamment de teinture-mère ou de gélules.
Sous forme de teinture-mère, la propolis a démontré un effet antibiotique in vitro, sur certaines souches de bactéries.
Selon Vidal, la référence mondiale dans le domaine de l'information sur la santé et les médicaments pour les professionnels de santé : "Aucune étude sérieuse sur l’efficacité de la propolis n’a été faite chez l’homme. Son usage relève plutôt de la tradition. Son activité antiseptique est bien démontrée en laboratoire, mais sans preuve avérée de bénéfice concernant la santé chez l’homme."
La propolis contient notamment un composé, phénéthylester d’acide caféique (CAPE). D'après une étude du Centre de prévention contre le cancer, ce composé posséderait des propriétés antimitogène et anticancérigène, et pourrait ralentir la croissance de cellules de cancer de la prostate humaine. De nouvelles études ont montré le lien entre la propolis et ses composés bioactifs sur la santé osseuse.
La propolis peut entrainer des réactions allergiques ou d'autres réactions indésirables, chez certaines personnes.

#### Vernis
1. Vernis à l'huile de lin pour le traitement du bois : huile de lin 800 g, cire d'abeille 250 g, propolis 400 g
2. Vernis de Russie pour les bois très exposés ou précieux : huile de lin 200 g, cire d'abeille 50 g, propolis 100 g.

Chauffer prudemment pour obtenir un mélange homogène. Après 15 jours, l'enduit s'applique à chaud sur le bois. Laisser sécher et polir.

#### Légendes
La rumeur très répandue selon laquelle l'Italien Stradivarius utilisait la propolis pour vernir certains de ses violons a été clairement et scientifiquement contredite en 2009,,.

### Autres usages
- Comme ingrédient de produits cosmétiques, pour des savons, shampooings, rouges à lèvres, lotions pour la peau, dentifrices, crème solaire…
- On la trouve également en infusion, mélangée avec des plantes telles que le romarin.

## Sources
- Dr Yves Donadieu, La Propolis, thérapeutique naturelle, 4e édition 1986, Éd. Maloine
- Guide ethnobotanique de Phytothérapie, Gérard Ducerf, Éditions Promonature, 2006
- Le Traité Rustica de l'apiculture, ouvrage collectif, Éd. Rustica, septembre 2002